# 高岡鉄道部

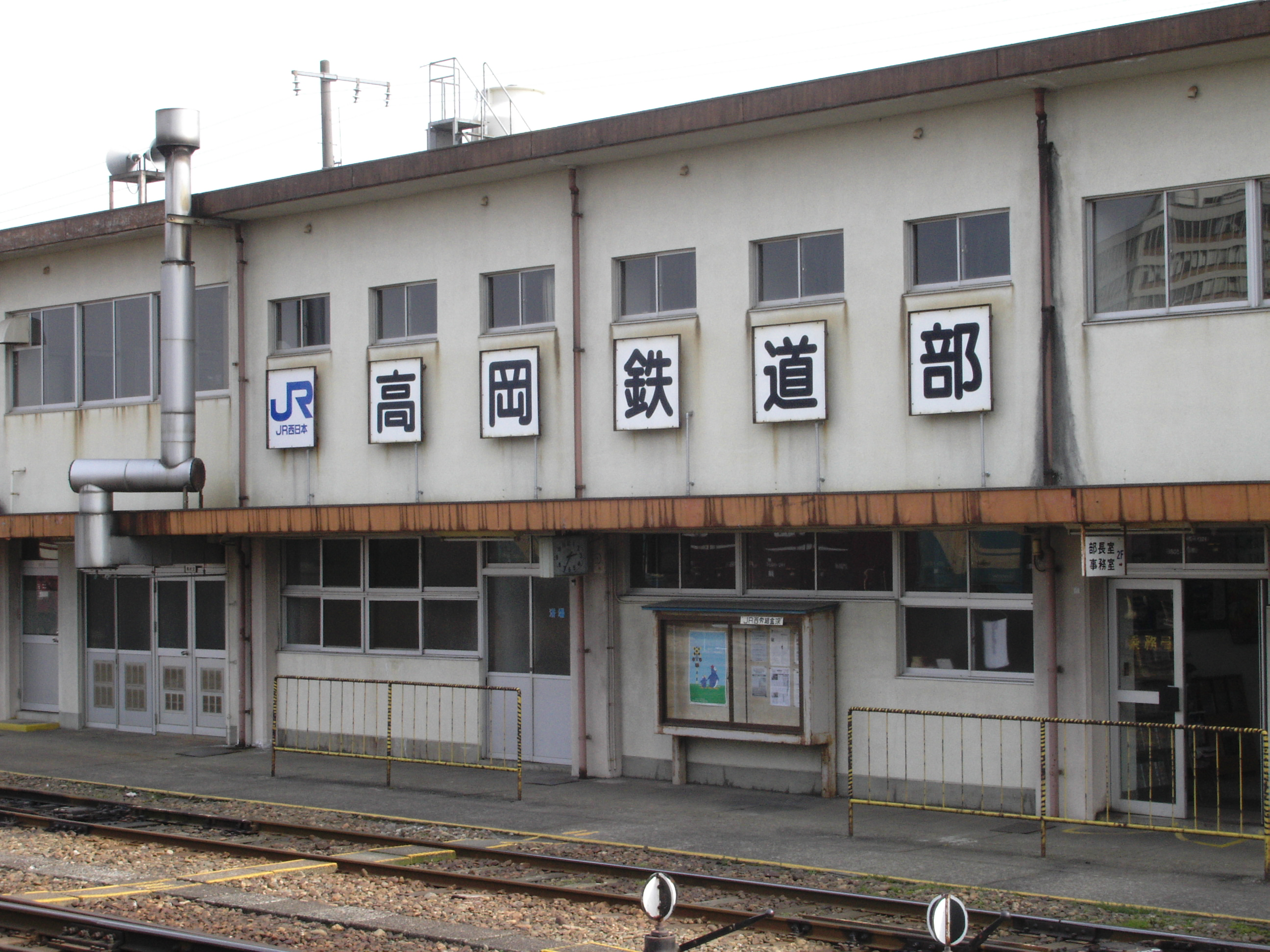
高岡鉄道部

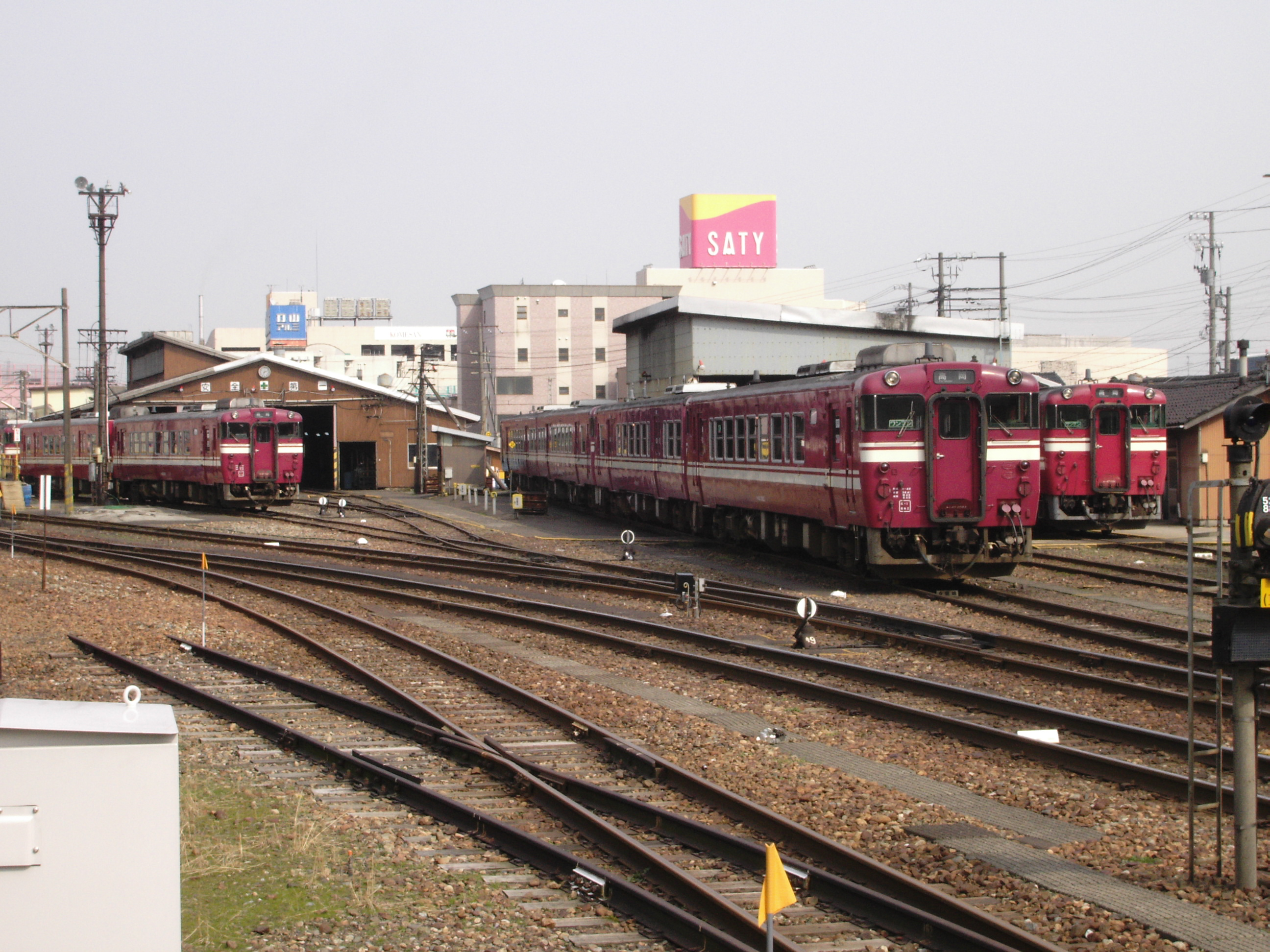
高岡駅構内

高岡鉄道部（たかおかてつどうぶ）とは、富山県高岡市の高岡駅構内にあった西日本旅客鉄道（JR西日本）の鉄道部である。

## 概要
ローカル線の活性化と効率的な鉄道運営ができるように1991年4月1日から鉄道部制度を導入し、氷見線と城端線（いずれも高岡駅構内を除く）を高岡鉄道部が運営するように改められた。
金沢支社が管轄していたが、2008年6月1日に鉄道部制度の見直しにより、北陸地域鉄道部に統合されて廃止された。

## 所属車両の車体に記される略号
金沢支社の略号である「金」と、高岡を表す「タオ」から構成された「金タオ」であった。なお、本来の高岡駅の電報略号は「タカ」であり、同様の例はJR北海道札幌運転所の「札サウ」(本来の札幌駅の電報略号は「サツ」である。)などがある。

## 所属車両
氷見線・城端線・北陸本線高岡駅 - 富山駅間で運用される気動車が所属していた。2006年4月1日現在の所属車両は以下の通り。
- キハ40形気動車
  - 2000番台9両が所属している。このうち3両は忍者ハットリくんの塗装を施されていた。
- キハ47形気動車
  - 0番台7両、1000番台8両が所属していた。
- キハ58系気動車
  - キハ58形、キハ28形各2両が所属していた。

## 歴史
- 1920年（大正9年）：中越鉄道の国有化により富山機関庫高岡分庫開設。
- 1931年（昭和6年）1月：蒸気機関車20輌を擁し城端線・氷見線の運用にあたる。[3]
- 1934年（昭和9年）3月：高岡機関庫に昇格。
- 1936年（昭和11年）9月1日：高岡機関区に改称。
- 1960年（昭和11年）4月11日：高岡管理所に組織改正。
- 1967年（昭和42年）3月：富山第一機関区高岡支区に組織変更。
- 1978年（昭和53年）11月1日：高岡機関区が発足[4]。
- 1987年（昭和62年）4月1日：国鉄分割民営化により、高岡機関区が高岡運転区になる[5]。
- 1989年（平成元年）3月11日：高岡運転区が高岡列車区になる[6][7]。
- 1991年（平成3年）4月1日：鉄道部制度に伴い、第2次鉄道部として発足[1][8]。高岡列車区が統合される。
- 2008年（平成20年）6月1日：鉄道部制度見直しに伴い、北陸地域鉄道部に統合[2]。運転士は富山地域鉄道部高岡運転派出の所属になる。